# Бивни
Бивни са необикновено дълги зъби, които се издават от устата на редица бозайници. Бивните са често, но не и винаги в чифт. При брадавичестите свине, глиганите и моржовете бивните са издадени кучешки зъби, докато при слоновете или при нарвала са издадени резци. Бивните са най-често дъгообразно извити и заострени на върха. При нарвала обаче бивните са нечифтни и с нетипична форма — единственият зъб, издаващ се от устата на животното е спираловидно извит, подобно на свредел.

## Функции при различните животни
Бивните имат различни функции при отделните животни. Често бивните са признак на доминантност, особено при мъжките. Друга възможна употреба е за защита от хищници. Слоновете използват бивните си за копаене или дълбаене. При моржовете бивните са инструмент за захващане върху лед и често се използват при придвижването по леда . Наличието на бивни при нарвала, предполага употребата им като метод за привличане на противоположния пол 
- Бивни при различни животни
- Моржове
- Брадавичеста свиня
- Слон
- Нарвал

## Употреба
Бивните се използват от хората за украшения, бижута и за изработката на дребни предмети, като например клавиши за пиано. Най-често това са бивни от слон — т. нар. слонова кост. Високата цена на подобни предмети, изработени от бивни е причината за усиления лов на животни, притежаващи бивни. Това от своя страна води до драстичното намаляване на естествените популации. Търговията със слонова кост е силно ограничена от ООН.